# Jacques Bainville

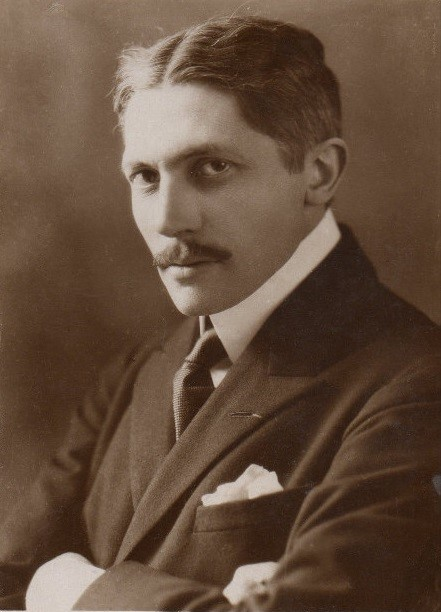
Jacques Bainville

Jacques Bainville (* 9. Februar 1879 in Vincennes an der Seine; † 9. Februar 1936 in Paris) war ein französischer Journalist und Historiker, überzeugter Monarchist und gehörte zur Action française.

## Leben und Wirken
Bainville studierte am Lycée Henri IV Literatur und Geschichte.
Er verherrlichte Napoleon in seiner weitverbreiteten Geschichte Frankreichs und gab zusammen mit Léon Daudet und Charles Maurras die Tageszeitung Action française heraus, das Sprachrohr einer nationalistischen und antidemokratischen Bewegung.
Ab 1935 gehörte er der Académie française an.

## Veröffentlichungen (Auswahl)
- Geschichte zweier Völker. Frankreichs Kampf gegen die deutsche Einheit. Hamburg 1939.
- Frankreichs Kriegsziel. Hamburg 1939.
- Napoleon. München 1950.[3]
- Petite Histoire de France / Kleine Geschichte Frankreichs: Von den Anfängen bis zum ersten Weltkrieg. Norderstedt 2023.

Er publizierte zudem zahlreiche Veröffentlichungen in französischer Sprache.